# Ibrahim Hultigov
Ibrahim "Ibi" Hultigov este un politician ceceno-rus, comandant paramilitar și fost șef al contrainformațiilor și securității în guvernul separatist al Republicii Cecene Ichkeria.
În 1998, Hultigov a fost numit șeful Serviciului Național de Securitate al Ichkeriei (NSS). În același an, fratele său Leha Hultigov a fost ucis într-un schimb de focuri între NSS și oamenii comandantului separatist Salman Raduev. Ibrahim însuși a fost ținta unei încercări de asasinare, în 1999. El s-a predat forțelor ruse pe 7 august 2000, aparent după ce ar fi fost umilit de liderul separatist cecen Aslan Mashadov. Hultigov a devenit ulterior comandantul unei unități a forțelor speciale aparținând milițiilor pro-moscovite „Kadîrovți”,, iar apoi membru al parlamentului pro-moscovit al Ceceniei.